# Marc Isambard Brunel
Marc Isambard Brunel (ur. 24 kwietnia 1769 w Hacqueville, zm. 12 grudnia 1849 w Londynie) – angielski inżynier pochodzenia francuskiego. Członek londyńskiego Royal Society. Projektował mosty, w latach 1825-1843 budował tunel pod Tamizą. Ojciec wybitnego inżyniera Isambarda Kingdoma Brunela.
Brunel urodził się we Francji, w rodzinie chłopskiej. Wyemigrował z Francji z powodu wybuchu Wielkiej Rewolucji Francuskiej najpierw do Stanów Zjednoczonych, a następnie do Wielkiej Brytanii.